# Maria-Hilf-Kapelle Beromünster

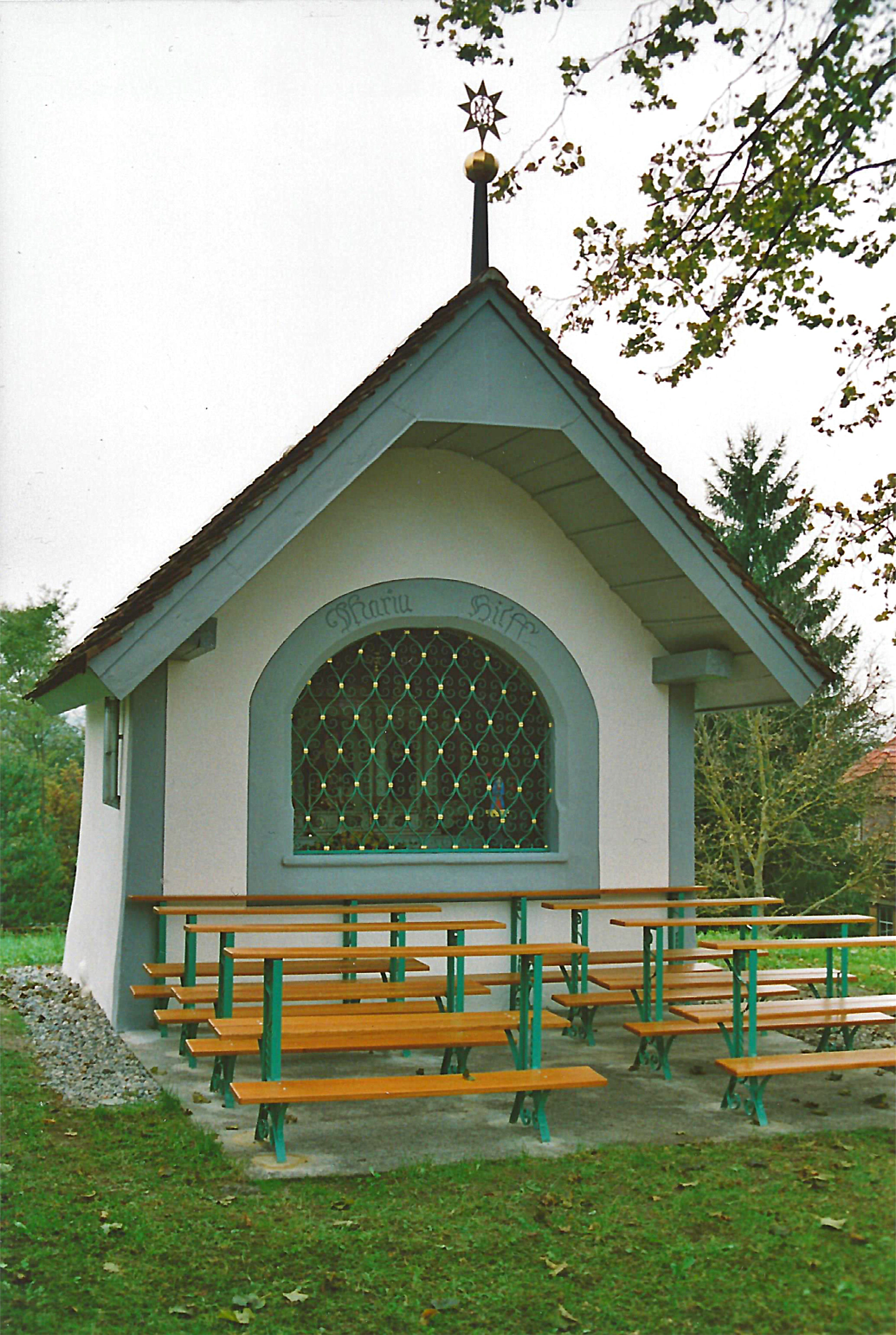
Maria Hilf Kapelle 1999

Die Maria-Hilf-Kapelle steht beim alten Schützenhaus von Beromünster im Kanton Luzern in der Schweiz. Sie markierte wie die Mooskapelle die Grenze des pröpstlichen Bussenkreises vom Stift Beromünster. Nach dem Amtsbuch von 1580 (Art. 63) sollten Propst und Landvogt diese in Ehren und guetem Buw erhalten. Die Maria-Hilf-Kapelle ist im Denkmalverzeichnis des Kantons Luzern als schützenswerter Bau eingestuft und ist als archäologische Fundstelle markiert.
Das Kleinod der Kapelle bildet der barocke Altar mit seinen 14 Heiligenfiguren, welche die Maria-Hilf-Statue in der Mitte umgeben. Die Bankreihen unter freiem Himmel sind in der Region einzigartig. 
Hier war früher eine Richtstätte. Wenn ein Todesurteil gefällt wurde, läutete man mit der grossen Glocke ein guet Zeichen. Der Verurteilte durfte bei der Maria-Hilf-Kapelle sein letztes Gebet verrichten und ein letztes Mal beichten, dann wurde das Urteil vollzogen. Der Enthauptungsort lag nördlich unterhalb der Kapelle, laut dem Liber vitae des Propstes Bircher von 1620, auf dem «Blutmätteli». Im Mittelalter fand das Blutgericht häufig bei einer Linde statt. Auch bei der Maria-Hilf-Kapelle steht immer noch eine Gerichtslinde.
Die heutige Kapelle wurde 1677 gebaut. 1690 beschwerte sich das Stift Münster, weil Leutpriester Amstein hier sein Wappen ohne Erlaubnis anbringen liess. 1707 bis 1714 wurde die Kapelle etwas vergrössert; für Bauarbeiten und Ausschmückung wurden 164 Gulden ausgegeben. Möglicherweise entstand damals die grosse Rundbogenöffnung mit geflammtem Eisengitter. Von der neubarocken Renovation von 1911 stammen die Kassettendecke, die Farbgebung und die untere Altarverkleidung.
Bei der umfassenden Restaurierung 1999 wurde ein Skelett freigelegt, älter als die Kapelle von 1677. Da diese ohne Fundamentgräben direkt auf dem Erdboden errichtet worden war, blieb das Skelett in seinen unteren Extremitäten erhalten. Baumwurzeln hatten die Knochen durchdrungen und beschädigt. Die Kapelle steht auf einem auffallenden Hügel. Vermutet wird, dass hier einst ein Friedhof lag und dass das Skelett von einer hingerichteten Person stammt. 
Die Kapelle hiess auch Armensünder- oder Schützenkapelle.

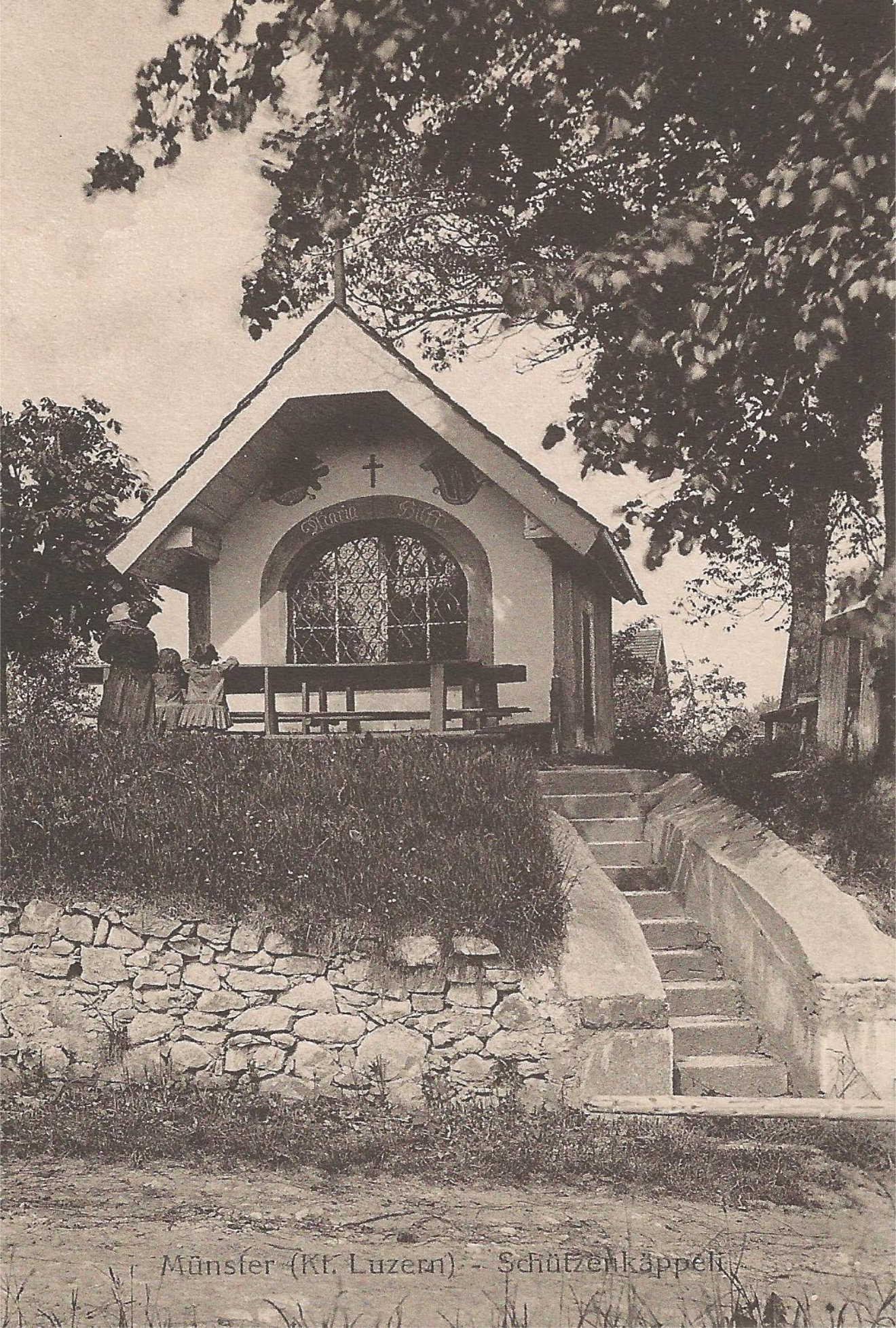
Postkarte von 1911